# Сиерра-Морена (повесть)
«Сиерра-Морена. Элегический отрывок из бумаг N.» — повесть русского писателя Николая Карамзина, впервые опубликованная в 1795 году во втором выпуске альманаха «Аглая».

## Сюжет
Повествование в «Сиерра-Морене» ведётся от первого лица. Главный герой — путешественник из северной страны, который приезжает в Андалусию и там влюбляется в прекрасную девушку Эльвиру. Она горюет по своему жениху Алонзо, погибшему при кораблекрушении у берегов Майорки, и каждый день бродит по берегам реки Гвадалквивир. Главный герой становится постоянным товарищем Эльвиры по этим прогулкам. Он долго не решается признаться ей в своих чувствах, а когда делает это, Эльвира отвечает ему взаимностью. Однако в день венчания, прямо перед обрядом, в церкви появляется Алонзо: выясняется, что он не погиб, а оказался в плену у алжирских пиратов, а спустя год смог освободиться. Чтобы наказать неверную невесту, Алонзо закалывается у алтаря.
Безутешная Эльвира уходит в монастырь, а главный герой отправляется в новые путешествия, чтобы справиться со своей меланхолией. Позже он узнаёт о смерти Эльвиры и возвращается на родину.

## Значение
Литературоведы относят «Сиерра-Морену» (наряду с «Островом Борнгольм») к тем повестям Карамзина, в которых особенно чётко показан «фатальный закон, обрекающий человека на страдание и гибель». Это произведение близко к готическому роману и к европейскому предромантизму в целом.